# Heaven in a Wild Flower: An Exploration of Nick Drake
Albums de Nick Drake
Fruit Tree
(1978) Time of No Reply
(1986)
Heaven in a Wild Flower: An Exploration of Nick Drake est une compilation de Nick Drake sortie en 1986.
Son titre provient du début du poème Auguries of Innocence, de William Blake :
To see a World in a Grain of Sand

And a Heaven in a Wild Flower,

Hold Infinity in the palm of your hand

And Eternity in an hour.

## Titres
Toutes les chansons sont écrites et composées par Nick Drake.
| No  | Titre                        | Tirée de                | Durée |
| --- | ---------------------------- | ----------------------- | ----- |
| 1.  | Fruit Tree                   | Five Leaves Left (1969) | 4:49  |
| 2.  | 'Cello Song                  | Five Leaves Left (1969) | 4:48  |
| 3.  | The Thoughts of Mary Jane    | Five Leaves Left (1969) | 3:20  |
| 4.  | Northern Sky                 | Bryter Layter (1970)    | 3:46  |
| 5.  | River Man                    | Five Leaves Left (1969) | 4:20  |
| 6.  | At the Chime of a City Clock | Bryter Layter (1970)    | 4:47  |
| 7.  | Introduction                 | Bryter Layter (1970)    | 1:31  |
| 8.  | Hazey Jane I                 | Bryter Layter (1970)    | 4:31  |
| 9.  | Hazey Jane II                | Bryter Layter (1970)    | 3:46  |
| 10. | Pink Moon                    | Pink Moon (1972)        | 2:04  |
| 11. | Road                         | Pink Moon (1972)        | 2:01  |
| 12. | Which Will                   | Pink Moon (1972)        | 2:58  |
| 13. | Things Behind the Sun        | Pink Moon (1972)        | 3:56  |
| 14. | Time Has Told Me             | Five Leaves Left (1969) | 4:23  |